# Klinodziobki
Klinodziobki (Triccinae) – podrodzina ptaków z rodziny muchotyranikowatych (Pipromorphidae).

## Występowanie
Podrodzina obejmuje gatunki występujące w krainie neotropikalnej – w południowym Meksyku, Ameryce Centralnej i Południowej.

## Systematyka
Do podrodziny należą następujące rodzaje:
- Taeniotriccus Berlepsch & E. Hartert, 1902 – jedynym przedstawicielem jest Taeniotriccus andrei von Berlepsch & E. Hartert, 1902 – rdzawoliczek
- Cnipodectes P.L. Sclater & Salvin, 1873
- Todirostrum Lesson, 1831
- Ceratotriccus Cabanis, 1874
- Poecilotriccus von Berlepsch, 1884
- Hemitriccus Cabanis & F. Heine Sr., 1860
- Perissotriccus Oberholser, 1902
- Euscarthmornis Oberholser, 1923
- Myiornis W. Bertoni, 1901
- Oncostoma P.L. Sclater, 1862